# Прокляття золотої шахти
Прокляття золотої шахти (англ. Curse of the Forty-Niner) — американський фільм жахів.

## Сюжет
Легенда свідчить, що Джеремая Стоун був найстрашнішим лиходієм в цих краях. Але і зараз, через 150 років після смерті, його дух продовжує тероризувати жителів графства. Тому, коли шестеро молодих людей вирушили в подорож по горах Саттерсвілла, вони явно напрошувалися на пригоди. Розшукуючи зникле золото в покинутій шахті, друзі домоглися лише одного: пробудили до життя дух Джеремаї Стоуна. Легендарний привид знову став кошмарною реальністю, машиною для вбивств, спраглої людської крові.

## У ролях
- Карен Блек — тітка Неллі
- Джон Філліп Ло — шериф Мерфі
- Річард Лінч — старик Прічард
- Вернон Веллс — Джеремая Стоун
- Мартін Коув — Калеб
- Джефф Коневей — преподобний Саттер
- Бред Х. Арден — золотошукач
- Шон Хайнс — Нік Берман
- Керрі Бредак — Клер Берман
- Стівен Востелл — Ексл
- Сенджі — Торі
- Рик Маджескі — Хайден
- Еліна Медісон — Роес Енн
- Александра Форд — Єва
- Седрах Сміт — Джаред
- Скай Майерс — Берті